# Johann Bodo Lampe
Johann Bodo Lampe (auch: Johan Bodo Lampe; getauft 14. Februar 1738 in Hannover; † 8. Mai 1802 ebenda) war ein deutscher Arzt und Leibchirurg.

## Leben
Johann Bodo Lampe erwählte den Beruf des Chirurgen während seines Dienstes beim hannoverschen Militär. So wirkte er bereits als Hof- und Regimentschirurg bei der hannoverschen Leibgarde, als er am 24. September 1776 Elisabeth Ziesenis heiratete, Tochter des Malers Johann Georg Ziesenis des Jüngeren. Bald darauf scheint er zum Leibchirurgen ernannt worden zu sein. Als solcher richtete er 1790 das erste Garnisonslazarett Hannovers ein.
Zudem wirkte der aufgrund der Personalunion zwischen Großbritannien und Hannover sowohl Königlich Großbritannische als auch Kurfürstlich Braunschweig-Lüneburgische Leibchirurgius als Direktor des Schwefelbades in Limmer, des Limmer Brunnens.
Das einzige Kind des Ehepaares Lampe/Ziesenis wurde am 24. Juli 1786 in Hannover geboren: Francisca Heinriette Juliana Elisabeth wurde am 2. August des Jahres in der Schlosskirche Hannover getauft. Unter den vier Taufpaten fand sich auch eine Schwester der Mutter des Kindes, die neun Jahre jüngere Franzisca, verheiratete Obermüller. Der weitere Verbleib der Tochter des Leibchirurgen scheint ungeklärt.
Um 1788 war Lampe Gastgeber von Georg Forster. Lampe war Freimaurer und saß seinerzeit als Meister vom Stuhl der Johannis-Freimaurerloge Zum Schwarzen Bär im Orient von Hannover vor.
Nach dem Tod seiner ersten Ehefrau, deren Todesursache laut dem Register der Schlosskirche ein „langwieriger Brustschaden“ war, heiratete Lampe am 19. Februar 1800 in der Neustädter Hof- und Stadtkirche St. Johannis die Jungfrau Margarethe Theodore Rechtern, eine Tochter des zuvor in Hameln tätigen, jedoch bereits verstorbenen Stadtschulzen Rechtern. Nur zwei Jahre später starb Lampe im Alter von 65 Lebensjahren an Schleimfieber. Der Verbleib seiner Witwe ist ungeklärt.